# Campionato asiatico e oceaniano femminile di pallavolo 1987
Il IV campionato asiatico e oceaniano femminile di pallavolo si è svolto dal 6 al 16 giugno 1987 a Shanghai, in Cina. Al torneo hanno partecipato 11 squadre nazionali asiatiche ed oceaniane e la vittoria finale è andata per la seconda volta alla Cina.

## Classifica finale
| Classifica | Squadre       |
| ---------- | ------------- |
|            | Cina          |
|            | Giappone      |
|            | Corea del Sud |
| 4          | Nuova Zelanda |
| 5          | Thailandia    |
| 6          | Indonesia     |
| 7          | Australia     |
| 8          | Singapore     |
| 9          | Malaysia      |
| 10         | Hong Kong     |
| 11         | Macao         |